# U-94 Udar
U-94 Udar (У-94 Удар) là loại súng ngắn ổ xoay được thiết kế bởi Phòng thiết kế chế tạo khí cụ thành phố Tula trong đầu những năm 1990. Ban đầu nó được dự định sẽ là một loại vũ khí dành cho cảnh sát nhỏ gọn có thể cất giấu hiệu quả với hỏa lực cao có thể chống lại nhiều loại mục tiêu khác nhau với nhiều loại đạn 12,3 mm khác nhau từ thường cho đến đặc biệt, sát thương cho đến phi sát thương. Nhưng vì một số lý do mà các lực lượng thi hành công vụ Nga không thông qua loại súng này mà chỉ đưa vào sử dụng với số lượng rất hạn chế như loại súng ngắn Makarov vẫn còn quá tốt cũng như vẫn có số lượng rất lớn, xạ thủ cũng không thích ý tưởng mang theo một đống các loại đạn khác nhau cho nó nặng khi chưa biết nhiệm vụ đòi hỏi cái gì và súng ngắn ổ xoay vốn không có nhiều chỗ đứng trong nền văn hóa của Nga về mảng vũ khí... Vì thế một mẫu tương tự nhưng dùng loại đạn ngắn yếu hơn đã được phát triển cho thị trường dân sự như các công ty an ninh tư nhân, vệ sĩ và các yếu nhân.

## Thiết kế
U-94 Udar sử dụng cơ chế hoạt động đơn và kép. Ổ đạn của súng chứa năm viên, khi cần nạp đạn hay lấy vỏ đạn cũ ra thì chỉ việc đấy ổ đạn ra sang phía trái và ấn vào một cái que phía trước ổ đạn nó sẽ đẩy tất cả vỏ đạn cũ ra ngoài và xạ thủ chỉ việc nạp các viên đạn mới vào hay đơn giản hơn là rút luôn ổ đạn cũ ra thay nguyên ổ đạn mới đầy đạn vào cho lẹ sau đó đẩy ổ đạn trở lại chỗ cũ để chuẩn bị bắn. Đạn của loại súng này được thiết kế từ loại đạn shotgun 32 gauge vì thế nó có thể có nhiều loại khác nhau.
Loại súng này được thiết kế rất nhỏ gọn để tối ưu hóa cho việc dễ cất dấu khi mang theo và chiến đấu tầm gần. Thân súng và ổ đạn được làm bằng thép, tay cầm cò súng được làm bằng nhựa tổng hợp.

## Biến thể
- Udar-S: Mẫu dùng cho dân sự sử dụng loại đạn ngắn hơn và không sử dụng loại đạn đặc biệt sát thương xuyên giáp cao.
- Udar-TS: Mẫu chỉ dùng để bắn đạn sơn đặc biệt để đánh dấu đối tượng cho việc bắt giữ sau đó.